# دوره آشوری کهن
امپراتوری آشور کهن(خط سومری_اکدی: 𒆳𒀭𒊹𒆠 KUR AN-ŠAR2KI, خط میخی آشوری:  mat aš-šur KI, "کشور آشور از خدا آشور"; همچنین از نظر آوایی  mat da-šur)، دومین دوره از چهار دوره‌ای است که تاریخ سرزمین آشور به آن تقسیم می‌شود، سه دوره دیگر دوره آغازین (۲۶۰۰–۲۰۲۵ پیش از میلاد)، امپراتوری آشور میانه (۱۳۹۲–۹۳۴ پیش از میلاد)، و امپراتوری آشوری نو (۹۱۱–۶۰۹ پیش از میلاد) هستند.
امپراتوری آشور کهن حکومتی پادشاهی بود که از سال ۱۹۰۶ پ. م تا ۱۴۰۰ پ. م توسط آشوریان که اقوامی سامی‌نژاد بودند در شمال میانرودان و در محدوده اکد، با ساخت شهر آشور تأسیس و اولین شاه آن اریشوم یکم بود. مردم آشوری چندین بار بر امپراتوری‌های قدرتمند حکومت کردند. با تصرف بخش قابل توجهی از «گهواره تمدن»، که شامل سومر، امپراتوری اکدی و بابل بود، آشور در اوج تکنولوژی، علمی و دستاوردهای فرهنگی در اوج خود بود.
امپراتوری آشور در اوج خود در دوران امپراتوری آشوری نو (۹۱۲–۶۰۵ پ. م)، بر آنچه دین میانرودان باستان به عنوان «چهار گوشه جهان» می‌خواند، حاکم شد: از شمال: تا کوه‌های قفقاز در ارمنستان و آذربایجان کنونی، از شرق: تا کوه‌های زاگرس در ایران کنونی، از جنوب: تا کویر عربستان (عربستان سعودی کنونی)، از غرب: تا جزیره قبرس در دریای مدیترانه، و حتی بیشتر از غرب در مصر و شرق لیبی.
آشور به دلیل پایتخت اصلی خود، شهر باستانی آشور نامگذاری شده‌است، که قدمت آن به حدود سال‌های ۲۶۰۰ سال پیش از میلاد می‌رسد، در اصل یکی از ایالت‌های قلمروی آکدیان در میانرودان است. قبل از ظهور دولت شهر آشور، آشور گاهی به عنوان سوبارتو یا شوبارتو (Subartu) و آزوهینوم (Azuhinum) و همچنین در دوران شاهنشاهی ساسانیان به عنوان آسورستان (Asōristān) نیز شناخته می‌شده‌است.

## پیشینه سرزمین آشور
این حکومت در آغاز تابع بابل بود تا اینکه در سال ۱۸۰۰ پ. م شاهان اولیه آشور، که شاه-کاهن فرمانبردار جنوب بودند، چیرگی کاسی‌ها را بر بابل غنیمت دانسته و با متحد کردن شهرهای آشور، نینوا و اربیل، استقلال خود را اعلام کردند، و چندی نگذشت که یکی از آن شاهان برای خود لقب (شاه فرمانروای جهان) اختیار کرد، و پس از وی همهٔ شاهان آشور به چنین لقبی مباهات می‌کردند. آشوری‌ها چون سرزمینشان مانند بابل حاصلخیز نبود باج‌گیری و دست‌اندازی به سرزمین‌های دیگر را در پیش گرفتند. در نتیجه دولت آشور یک دولت حرفه‌ای جنگجو و متجاوز شد.
تاریخ‌نویسان برای شناسایی بهتر تاریخ آشور آن را به چند بخش دوره آغازین، امپراتوری آشور کهن، امپراتوری آشور میانه و امپراتوری آشوری نو تقسیم نموده‌اند.

### دوره آغازین تاریخ آشور
از دوران آغازین سرزمین آشور اطلاعات چندانی به جز چند نام اساطیری وجود ندارد و این دوره تقریباً دوران تاریک تاریخ این سرزمین می‌باشد و ایلو-شوما ، نخستین شاه آشور است که دربارهٔ او چیزهایی می‌دانیم، و واپسین شاه دوره آغازین تاریخ آشور می‌باشد. او به سرزمین‌های سومریان یورش برد و خود او مدعی است که برای اور و نیپور که دست‌کم در ظاهر فرمان‌گزار گونگونوم شاه لارسا (۱۹۳۲–۱۹۰۵ پیش از میلاد) بودند آزادی به ارمغان آورده‌است. دستاورد ایلو-شوما هر چه بوده، این اندازه پیداست که نتیجه دیرپایی نداشته‌است.
فهرست پادشاهان آشور، فهرستی از پادشاهان را به دست می‌دهد که «در خیمه زندگی می‌کردند». اگر آنها را به کلی افسانه‌ای ندانیم، باید گفت که آنها به احتمال زیاد شیوخ اقوام هوریانی یا دیگر نژادهای غیر سامی، و به احتمال زیاد خراجگزار قدرت‌های سومری و اکدی بوده‌اند. هیچ مدرک تاریخی وجود ندارد که نشان دهد آشور تا پیش از هزاره دوم پ. م (پایان سلسله سوم اور)، مستقل بوده‌است.

### شاهانی که در خیمه زندگی می‌کردند
| نام      | دوران پادشاهی            |
| -------- | ------------------------ |
| تودیا    | حدود ۲۵۰۰ (پیش از میلاد) |
| یَنکی     | نامشخص                   |
| شَلَمو     | نامشخص                   |
| هَرهَرو    | نامشخص                   |
| ایم-سو   | نامشخص                   |
| هَرسو     | نامشخص                   |
| دیدَنو    | نامشخص                   |
| زو-اَبو   | نامشخص                   |
| نو-اَبو   | نامشخص                   |
| اَبَزو     | نامشخص                   |
| بِلو      | نامشخص                   |
| اَزَرَه     | نامشخص                   |
| اوشپی-یَه | حدود ۲۰۲۰ (پیش از میلاد) |

شاهانی که نیاکان آشوریان بودند
| نام        | پادشاه پیشین   | دوران پادشاهی |
| ---------- | -------------- | ------------- |
| اَپی-شَل     | پسر اوشپی-یَه   | نامشخص        |
| هَله        | پسر اَپی-شَل     | نامشخص        |
| سَمَنی       | پسر هَله        | نامشخص        |
| هَیَنی       | پسر سَمَنی       | نامشخص        |
| ایلو-مِر    | پسر هَیَنی       | نامشخص        |
| یَک-مِسی     | پسر ایلو-مِر    | نامشخص        |
| یَک-مِنی     | پسر یَک-مِسی     | نامشخص        |
| یَز-کور-اِل  | پسر یَک-مِنی     | نامشخص        |
| ایلا-کَبکَبَه | پسر یَز-کور-اِل  | نامشخص        |
| اَمینو      | پسر ایلا-کَبکَبَه | نامشخص        |
| سولیلی     | پسر اَمینو      | نامشخص        |

شاهانی که سرخاندان آنان مشخص نیست
| نام            | دوران پادشاهی            |
| -------------- | ------------------------ |
| کیک-کیا        | ۲۰۰۰–۱۹۸۵ (پیش از میلاد) |
| آکیا           | ۱۹۸۵–۱۹۷۰ (پیش از میلاد) |
| پوزور-آشور یکم | ۱۹۷۰–۱۹۶۰ (پیش از میلاد) |
| شَلیم-آهه       | ۱۹۶۰–۱۹۴۵ (پیش از میلاد) |
| ایلو-شوما      | ۱۹۴۵–۱۹۰۶ (پیش از میلاد) |

## امپراتوری آشور کهن (حدود ۲۰۲۵ - ۱۳۶۶ / ۱۳۵۳ پ. م)

### آغاز دوره پادشاهی کهن
با درگذشت ایلو-شوما و به سلطنت رسیدن پسرش اریشوم یکم، دوره آغازین تاریخ آشور به سر رسیده و دوره پادشاهی کهن، آغاز می‌گردد. معروف‌ترین پادشاه این دوره اریشوم یکم است. اما پس از مدتی بابل دوباره موفق شد آشور را مطیع خود کند. از وقایع مهم این دوره پیدا شدن قومی صحراگرد و تازه‌نفس از عربستان بود که آشور و بابل را تحت فشار قرار دادند، این مردمان در تاریخ به آرامی‌ها مشهور هستند.

### دودمان پوزور-آشور

نقشه تقریبی خاور نزدیک باستان c. ۱۹۰۰ پ. م

دوره‌ای است که با سلطنت پوزور-آشور یکم آغاز می‌شود و گاهی به دودمان پوزور-آشور مشهور است. دودمان پوزور-آشور نام‌های واقعی اکدی را در خط سلطنتی آشور در مقابل نام‌های قبلی که احتمالاً با نام‌های هوریان مطابقت داشتند.
| نام                        | جانشینی و توضیحات  | مرجع   |
| -------------------------- | ------------------ | ------ |
| پوزور-آشور یکم Puzur-Aššur | جانشینی نامشخص     | [ ۸ ]  |
| شلیم-اهه Šallim-aḫḫe       | پسر پوزور-آشور یکم | [ ۹ ]  |
| ایلو-شوما Ilu-šūma         | پسر شلیم-اهه       | [ ۱۰ ] |
| اریشوم یکم Erišum          | پسر ایلو-شوما      | [ ۹ ]  |
| ایکونوم Ikūnum             | پسر ایلو-شوما      | [ ۹ ]  |
| سارگون یکم Šarru-ukīn      | پسر ایکونوم        | [ ۹ ]  |
| پوزور-آشور دوم Puzur-Aššur | پسر سارگون یکم     | [ ۹ ]  |
| نارام-سین Narām Sîn        | پسر پوزور-آشور دوم | [ ۹ ]  |
| اریشوم دوم Erišum          | پسر نارام-سین      | [ ۹ ]  |

با آغاز پادشاهی اریشوم یکم (۱۹۰۶–۱۸۶۷ پ. م)، پسر ایلو-شوما (۱۹۴۵–۱۹۰۶ پ. م)، وارد دوره پادشاهی کهن آشور می‌شویم. در سنگ‌نبشته‌های به جامانده از دوره پادشاهی‌اش، یادآور می‌شود که او سازنده نیایشگاه‌هایی برای آشور، ایشتار و اَدَد بوده‌است.
در پی اِریشوم یکم، شاهانی چون ایکونوم (۱۸۶۷–۱۸۶۰ پ. م)، سارگون یکم (۱۸۶۰–۱۸۵۰ پ. م)، و پوزور-آشور دوم (۱۸۵۰–۱۸۳۰ پ. م) به تخت شاهی آشور نشستند.
سپس، نارام-سین، شاه اشنونا (۱۸۳۰–۱۸۰۵ پ. م)، توانست آشور را تسخیر کند و به مدت ۱۵ سال بر آن ناحیه فرمانروایی کرد (۱۸۳۰–۱۸۱۶ پ. م). نارام-سین همچنین توانست نواحی شمال شهر ماری را نیز، که اموری‌ها بر آنجا حکمفرمایی داشتند، به اشغال خود درآورد. یکی از این نواحی، اکالاتوم بود که ایلا-کَبکَبو بر آن حکم می‌راند. پس از تصرف شهر اکالاتوم توسط نارام-سین، شمشی-ادد یکم، جانشین ایلا-کَبکَبو به بابل گریخت.
در سال ۱۸۱۵ پ. م، پادشاهی نارام-سین بر آشور پایان می‌یابد و شخصی با عنوان اریشوم دوم، در آشور به شاهی می‌رسد (۱۸۱۵–۱۸۰۹ پ. م). در همان سال، شمشی-ادد یکم که در گذشته به بابل گریخته بود بر آن شد تا شهر اِکالاتوم را از جانشینان نارام-سین پس بگیرد.

### دودمان شمشی-ادد

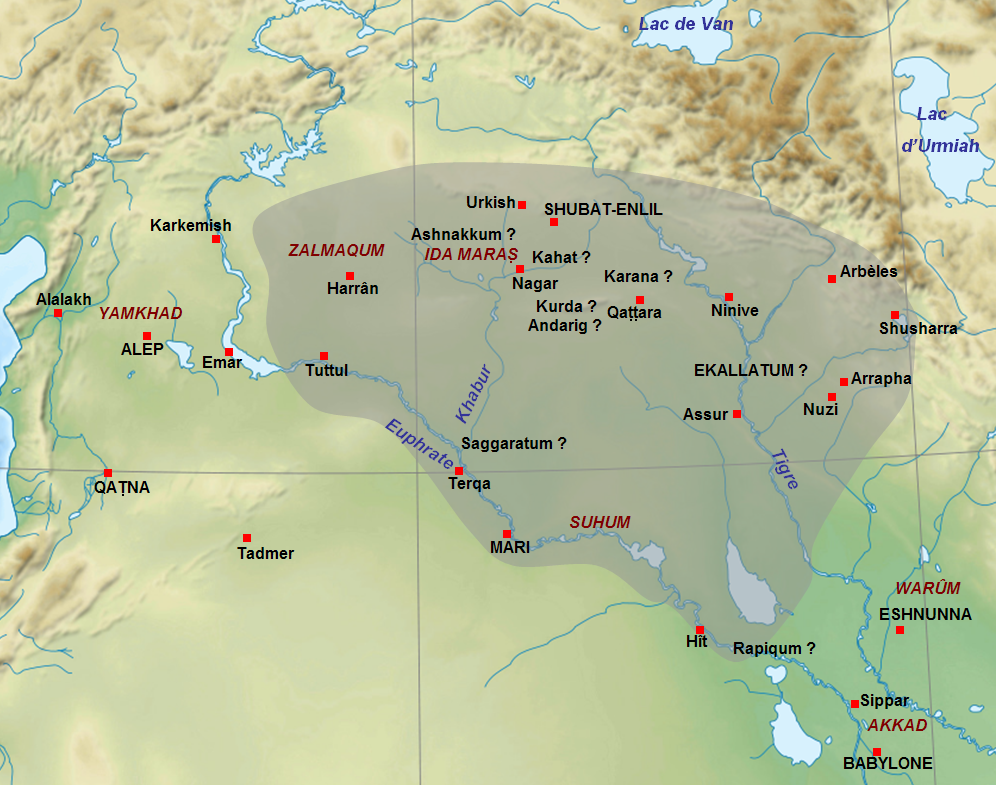
حدود تقریبی امپراتوری شمشی-ادد یکم در زمان مرگ وی

همچنین به عنوان دوره سلطه اموری بر آشور نیز نامیده می‌شود.
| نام                        | جانشینی و توضیحات                            | مرجع         |
| -------------------------- | -------------------------------------------- | ------------ |
| شمشی-ادد یکم Šam-ši-Adad   | غاصب، فرزند ایلا-کَبکَبو اموری، حاکم اکالاتوم  | [ ۹ ]        |
| ایشمه-داگان یکم Išme-Dagān | پسر شمشی-ادد یکم                             | [ ۹ ]        |
| موت-آشکور Mut-Aškur        | پسر ایشمه-داگان یکم                          | [ ۹ ] [ ۱۲ ] |
| ریموش Rimuš                | نسبت نامشخص، احتمالاً از فرزندان شمشی-ادد یکم | [ ۹ ] [ ۱۲ ] |
| آرینوم Asīnum              | نوه شمشی-ادد یکم                             | [ ۹ ] [ ۱۲ ] |

شمشی-ادد یکم نخست شهر شِخنا را تسخیر کرد و آن را به شوبات-اِنلیل تغییر نام داد. سپس، استحکامات اکالاتوم در کرانه باختری رود دجله را تسخیر کرد. این اقدام، تسخیر شهر آشور را برای او امکانپذیر می‌ساخت.
شش سال پس از برگشتن بر تخت شاهی اِکالاتوم، با برکنار کردن اریشوم دوم، خود را شاه آشور خواند (۱۸۰۹ پ. م) او پسر بزرگتر خود به نام ایشمه-داگان را بر تخت شاهی اِکالاتوم نشاند و کار خود را، به منظور گسترش قلمرو پادشاهی ادامه داد.
هدف بعدی او شهر ماری بود که مسیر کاروانی بین آناتولی و میانرودان بشمار می‌رفت. یاهدوم لیم حاکم ماری، توسط خدمتکار خودش، و به احتمال زیاد به دستور شمشی-ادد یکم شاه آشور (۱۸۰۹–۱۷۸۱ پ. م)، کشته شد. شمشی-ادد یکم فرصت را دریافت و شهر ماری را اشغال کرد. زیمری لیم وارث تاج‌وتخت ماری نیز مجبور شد به یمحاض (حلب) بگریزد. در این زمان، شمشی-ادد یکم فرزند دیگر خود را به نام یَسمه-اَدَد، به تخت شاهی ماری نشاند (۱۷۹۶ پ. م) و سپس به شوبات-انلیل بازگشت.
با الحاق شدن شهر ماری به پادشاهی شمشی-ادد یکم، او بر ناحیه بزرگی حکمفرما شد و کنترل میانرودان شمالی را تحت اختیار خود گرفت. پادشاهی شمشی-ادد یکم را نخستین امپراتوری آشور دانسته‌اند. با این حال، از دیدگاه آشوریان، او یک اموری و غاصب تاج و تخت آشور به‌شمار می‌رفت و حتی روایات بعدی آشور، پادشاهی او را به رسمیت نمی‌شناسد. او سرانجام در یک نبرد کشته شد.
با مرگ شمشی-ادد یکم (۱۷۸۰ پ. م)، بخت و اقبال از سرزمین آشور برگشت و امپراتوری او یکپارچگی خود را از دست داد و در یک وضعیت جغرافیایی آسیب‌پذیر قرار گرفت. نامه‌ای که ایشمه-داگان یکم جانشین او (۱۷۸۰–۱۷۴۱ پ. م)، به برادرش یَسمَه-اَدَد شاه ماری نوشته‌است این اوضاع را نشان می‌دهد:
«به یَسمَه اَدَد بگو: برادرت ایشمه-داگان می‌گوید، من بر تخت خانه-ی پدرم نشسته‌ام، و به همین دلیل بسیار گرفتارم و نتوانسته‌ام خبر سلامت خود را برایت بفرستم؛ تو نباید نگران باشی. پادشاهی تو از آن توست و خواهد ماند. خدایان اَدَد و شَمَش با من همراهند. افسار مردم ایلام. مَرد [شاه] اشنونا در دست من است. بیا به یکدیگر سوگند وفاداری یاد کنیم؛ و روابط برادرانه را با یکدیگر برای همیشه حفظ کنیم.»
همزمان با انتشار خبر درگذشت شمشی-ادد یکم، رقبای قدیمی او بر آن شدند تا فرزندان و جانشینانش را از تخت به زیر بکشند. زیمری لیم که در گذشته از ماری گریخته بود، به آن منطقه بازگشت، یَسمَه-اَدَد را شکست داد و پادشاهی را از دست وی ربود (۱۷۷۹ پ. م)؛ سپس، شاه اشنونا، شهر اِکالاتوم را تسخیر کرد (۱۷۷۱ پ. م) و چندان نگذشت که حمورابی شاه بابل، کشورهای آشور و ماری را خراجگزار خود ساخت (۱۷۵۷ پ. م).
به‌طور طبیعی بیشتر آشوریان از تسلط سیاسی بیگانه به‌طور عمیق آزرده‌خاطر بودند؛ با این حال، مناسبات بابل و آشور به‌طور صرف سیاسی نبود. آشوریان که همواره نسبت به باروهای فرهنگی بیگانه آزاداندیش بودند، اینک خود را دچار سردرگمی و تضاد عاطفی با حریفان بابلی خود می‌دیدند.
از روزگاران کهن، باورهای فرهنگی از جنوب میانرودان به درون سرزمین آشور جریان می‌یافت و اینک که بابل وارث و منبع فرهنگ سومری شده بود، برخی جناح‌های پرنفوذ جامعهٔ آشوری از تداوم این گرایش احساس خشنودی می‌کردند. در رویاروی این نگرش، جناح ضد بابلی نیرومندی بود که سنت‌های بومی و احساسات میهن‌پرستانه و ملی‌گرایانه را زنده نگاه می‌داشت.
با این حال، حتی مدت‌ها بعد که آشور خود به یک قدرت چیره در منطقه تبدیل شد، به بابل به چشم الگوی فرهنگی بالغ‌تر و فرهیخته‌تر نگاه می‌کرد.
پس از درگذشت ایشمَه-داگان یکم (۱۷۴۱ پ. م)، آشور به کلی به تسخیر بابل درآمد و تنها ۱۱ سال بعد بود که موت-آشکور بار دیگر توانست پادشاهی را در آشور زنده کند (۱۷۳۰ پ. م). در پی موت-آشکور (۱۷۳۰–۱۷۲۰ پ. م)، ریموش (۱۷۲۰–۱۷۱۰ پ. م) و آسینوم (۱۷۱۰–۱۷۰۶ پ. م) به پادشاهی رسیدند و پس از آن، هرج‌ومرج و اغتشاش فرارسید.

### اولین دوره تاریکی در دوره پادشاهی کهن
بعد از مرگ شمشی-ادد یکم، جانشینانش نتوانستند قلمروهای فتح شده وی را اداره کنند و از هرسو مورد هجوم دشمنان قرار گرفتند. در داخل آشور هم جنگ داخلی و هرج و مرج شدید رخ داد. هرج و مرج به گونه‌ای بود که در مدت ۶ سال (۱۷۰۶–۱۷۰۰ پ. م)، هفت تن غاصب، برای سلطه بر آشور به نبرد با یکدیگر پرداختند. این افراد، آشور-دوگَل، آشور-اَپلَه-ایدی، اَدَد-سَلولو، نَسیر-سین، سین-نَمیر، ایپکی-ایشتار و آداسی بودند.
سرانجام، بِلو-بَنی بود که به این هرج و مرج پایان داد و به تخت سلطنت آشور نشست (۱۷۰۰–۱۶۹۱ پ. م). اما از این به بعد، تاریخ آشور وارد دورانی تاریک می‌گردد، و از این زمان تا پایان دوره پادشاهی کهن آشور، از پادشاهان آشور، مگر نام و درازای سال‌های پادشاهی‌شان را نمی‌دانیم.
| نام                              | جانشینی و توضیحات                                        | مرجع         |
| -------------------------------- | -------------------------------------------------------- | ------------ |
| آشور-دوگول Aššur-dugul           | غاصب، بی ارتباط با پادشاهان قبلی                         | [ ۹ ] [ ۱۲ ] |
| آشور-اپلی-ایدی Aššur-apla-iddina | غاصب، بی ارتباط با پادشاهان قبلی، میزان حکومت نامشخص است | [ ۹ ] [ ۱۲ ] |
| ناصیر-سین Nāsir Sîn              | غاصب، بی ارتباط با پادشاهان قبلی، میزان حکومت نامشخص است | [ ۹ ] [ ۱۲ ] |
| سین-نامیر Sîn-nāmir              | غاصب، بی ارتباط با پادشاهان قبلی، میزان حکومت نامشخص است | [ ۹ ] [ ۱۲ ] |
| ایپگی-ایشتار Ipqi-Ištar          | غاصب، بی ارتباط با پادشاهان قبلی، میزان حکومت نامشخص است | [ ۹ ] [ ۱۲ ] |
| ادد-سالولو Adad-salulu           | غاصب، بی ارتباط با پادشاهان قبلی، میزان حکومت نامشخص است | [ ۹ ] [ ۱۲ ] |
| آداسی Adasi                      | غاصب، بی ارتباط با پادشاهان قبلی، میزان حکومت نامشخص است | [ ۹ ] [ ۱۲ ] |

### دودمان آداسی (حدود ۱۷۰۰/۷۲۲–۱۶۸۰ پ. م)

حدود تقریبی خاور نزدیک باستان ۱۷۰۰ پ. م

حدود تقریبی خاور نزدیک باستان ۱۶۰۰ پ. م

آداسی‌ها از اواسط دوره امپراتوری آشور کهن تا سقوط سلسله (و جایگزین شدن با سلسله سارگون‌ها) در اواسط دوره امپراتوری آشوری نو، بر آشور حکمرانی کردند و تقریباً یکهزار سال حاکم بودند.
| نام تلفظ آن                  | سلطنت            | جانشینی و توضیحات | مرجع                |
| ---------------------------- | ---------------- | --- | ------------------- |
| بعل-بانی Bēlu-bāni           | ۱۷۰۰–۱۶۹۱ پ. م   | پسر آداسی | [ ۸ ] [ ۱۲ ]        |
| لیبایا Libaia                | ۱۶۹۰ – ۱۶۷۴ پ. م | پسر بعل-بانی یا آداسی | [ ۸ ] [ ۱۲ ]        |
| شرما-ادد یکم Šarma-Adad      | ۱۶۷۳–۱۶۶۲ پ. م   | پسر لیبایا یا آداسی | [ ۹ ] [ ۱۲ ]        |
| ایپتار-سین Ib-Tar-Sîn        | ۱۶۶۱–۱۶۵۰ پ. م   | پسر شرمه-ادد یکم یا آداسی | [ ۹ ] [ ۱۲ ]        |
| بازایا Bāzāiu                | ۱۶۴۹–۱۶۲۲ پ. م   | پسر ایپتار-سین یا بعل-بانی | [ ۹ ] [ ۱۲ ]        |
| لولایا Lulāiu                | ۱۶۲۱–۱۶۱۶ پ. م   | غاصب، بی ارتباط با سلسله آداسی | [ ۹ ] [ ۱۲ ]        |
| شو-نینوا Šu-Ninua            | ۱۶۱۵ – ۱۶۰۲ پ. م | پسر بازایا | [ ۹ ] [ ۱۲ ]        |
| شرمه-ادد دوم Šarma-Adad      | ۱۶۰۱–۱۵۹۸ پ. م   | پسر شو-نینوا | [ ۹ ] [ ۱۲ ]        |
| اریشوم سوم Erišum            | ۱۵۹۸–۱۵۸۶ پ. م   | پسر یا برادر شرمه-ادد دوم | [ ۹ ] [ ۱۲ ] [ ۱۷ ] |
| شمشی-ادد دوم Šam-ši-Adad     | ۱۵۸۵–۱۵۸۰ پ. م   | پسر اریشوم سوم | [ ۹ ] [ ۱۲ ]        |
| ایشمه-داگان دوم Išme-Dagān   | ۱۵۸۰–۱۵۶۴ پ. م   | پسر شمشی-ادد دوم | [ ۹ ] [ ۱۲ ]        |
| شمشی-ادد سوم Šam-ši-Adad     | ۱۵۶۴–۱۵۴۸ پ. م   | پسر ایشمه-داگان دوم | [ ۹ ] [ ۱۲ ] [ ۱۷ ] |
| آشور-نیراری یکم Aššur-nārāri | ۱۵۴۸–۱۵۲۲ پ. م   | پسر ایشمه-داگان دوم | [ ۹ ] [ ۱۲ ]        |
| پوزور-آشور سوم Puzur-Aššur   | ۱۵۲۲–۱۴۹۸ پ. م   | پسر آشور-نیراری یکم، معاهده صلحی را با بورنابوریاش یکم شاه بابل به امضا رساند که بر پایه آن، مرزهای دو کشور در ناحیه سامرا تعیین شد (۱۵۰۳ پ. م) | [ ۹ ] [ ۱۲ ]        |

### آشور، خراجگزار میتانی
در این دوران، آشور به خراجگزار میتانی تبدیل شد و دوران افول خود را سپری کرد.
| نام تلفظ آن                        | سلطنت          | جانشینی و توضیحات | مرجع                |
| ---------------------------------- | -------------- | --- | ------------------- |
| انلیل-ناصیر یکم Enlīl-nāsir        | ۱۴۹۸–۱۴۸۵ پ. م | پسر پوزور-آشور سوم. او خراجگزار پادشاهی میتانی شد. | [ ۹ ] [ ۱۲ ]        |
| نور-ایلی Nur-ili                   | ۱۴۸۵–۱۴۷۳ پ. م | پسر انلیل-ناصیر یکم، او نیز به احتمال زیاد خراجگزار میتانی بود. | [ ۹ ] [ ۱۲ ]        |
| آشور-شدونی Aššur-šaddûni           | ۱۴۷۳ پ. م      | پسر نور-ایلی بود و تنها پس از یک ماه پادشاهی، توسط عمویش از تخت به زیر کشیده شد.                                                                                                  | [ ۹ ] [ ۱۲ ]        |
| آشور-ربی یکم Aššur-rabi            | ۱۴۷۳–۱۴۳۳ پ. م | پسر انلیل-ناصیر یکم، تاج و تخت را از آشور-شدونی غصب کرد. به احتمال زیاد بعدها خراجگزار میتانی شد                                                                                  | [ ۹ ] [ ۱۲ ]        |
| آشور-ندین-آهه یکم Aššur-nādin-ahhē | ۱۴۳۳ پ. م      | پسر آشور-رَبی یکم. با آغاز پادشاهی او، آشور، دوباره خراجگزار پادشاهی میتانی شد. همچنین معاهده صلحی نیز با بابل به امضا رساند. او توسط برادرش انلیل-ناصیر دوم از پادشاهی برکنار شد. | [ ۹ ] [ ۱۲ ]        |
| انلیل-ناصیر دوم Enlīl-nāsir        | ۱۴۳۳–۱۴۲۷ پ. م | برادر آشور-نَدین-آهه یکم و نیز، خراجگزار میتانی بود. او تاج و تخت را به‌وسیلهٔ یک کودتا به دست آورد.                                                                                 | [ ۹ ] [ ۱۲ ]        |
| آشور-نیراری دوم Aššur-nārāri       | ۱۴۲۷–۱۴۲۰ پ. م | پسر آشور-ربی یکم | [ ۹ ] [ ۱۲ ]        |
| آشور-بِل-نینِشو Aššūr-bēl-nīšēšu     | ۱۴۲۰–۱۴۱۱ پ. م | پسر آشور-نیراری دوم | [ ۹ ] [ ۱۲ ]        |
| آشور-رِم-نینِشو Aššūr-rā’im-nīšēšu   | ۱۴۱۱–۱۴۰۳ پ. م | پسر آشور-نیراری دوم | [ ۹ ] [ ۱۲ ]        |
| آشور-نَدین-آهه دوم Aššur-nādin-ahhē | ۱۴۰۳–۱۳۹۳ پ. م | پسر آشور-ریم-نینشو. خراجگزار میتانی بود | [ ۹ ] [ ۱۲ ] [ ۱۷ ] |
| اریبا-ادد یکم Erība-Adad           | ۱۳۹۳–۱۳۶۶ پ. م | پسر آشور-بعل-نینشو یا آشور-ریم-نینشو | [ ۹ ] [ ۱۲ ] [ ۱۷ ] |

با درگذشت آشور-نَدین-آهه دوم، و روی کار آمدن اِریبا-اَدَد یکم و پسرش آشور-اوبالیت یکم، دوران تاریکی که از پیرامون ۱۶۰۰ پ. م آغاز شده بود، پایان می‌یابد و آشور، تاریخ تازه خود را که با عنوان پادشاهی آشور میانه است، آغاز می‌کند.